# Auxois (região)

Mapa dos países da Côte d'Or, com Auxois em amarelo

O Auxois ([okswa] (escutarⓘ) é uma região natural da França, no Departamento de Côte-d'Or. Tem 2500 km.

## Geografia

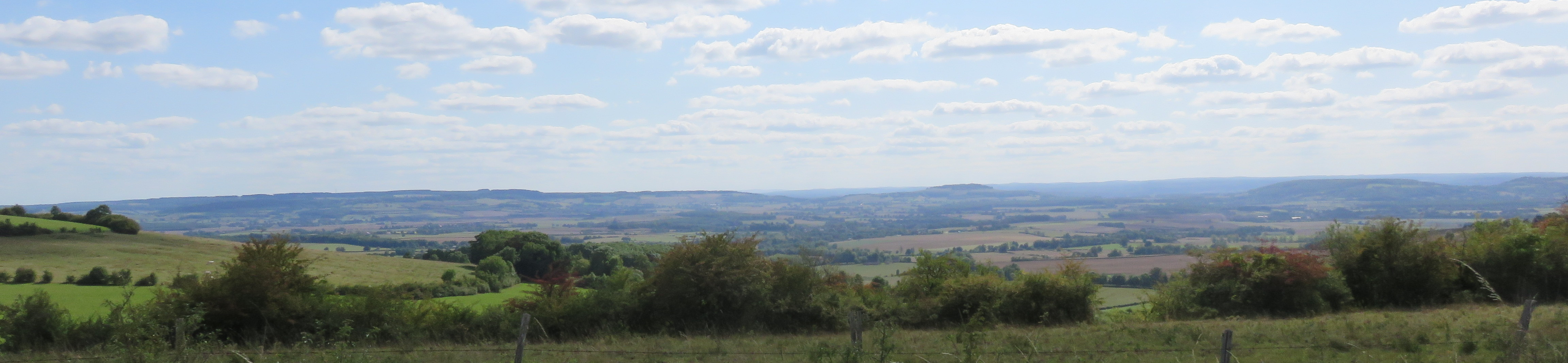
Paisagem dos Auxois : o vale Armançon e o canal da Borgonha em frente à linha da crista Morvan

Geologicamente, o Auxois repousa sobre parte de um planalto calcário formado no Jurássico, e inclinado desde o limiar da Borgonha (ou Côte d'Or ) no sul em direção à região de Paris no norte, e correspondendo a um fosso, ou graben, entre o Morvan e os planaltos de Langres-Châtillonnais. Em hidrologia, é uma bacia hidrográfica cujas águas se encontram no distrito de Montbard antes de se juntarem ao Sena, e que toca ou inclui o ponto divisor de águas entre Loire, Ródano e Sena.